# Voitsberg
Voitsberg (slovensko: Vojčperk ali Vojčberg) je mesto v avstrijski zvezni deželi Štajerski in sedež okraja Voitsberg.
Ima približno 9500 prebivalcev in leži v dolini reke Kainach na jugozahodu zvezne dežele Štajerske, približno 17 kilometrov zahodno od Gradca. Z železnico je povezano z Gradcem na vzhodu in nekaj kilometrov oddaljenim Köflachom na severozahodu. Prvič je bilo omenjeno kot civitas leta 1220. Sprva se je razvilo okoli cerkve svete Marjete ob potoku Tregistbach. Sredi 12. stoletja so središče mesta premestili v okolico novega gradu Obervoitsberg ob reki Kainach.